# Chapelle Saint-Jacques de Besançon
Pour les articles homonymes, voir Chapelle Saint-Jacques.
La chapelle Saint-Jacques de Besançon abrite les vestiges d'une chapelle du XIe siècle située à l'intérieur des arènes de la ville de Besançon, dans le département français du Doubs.

## Localisation
Les restes de la chapelle sont situés sur une partie des anciennes arènes de Besançon, dans l'actuel lycée professionnel Condé, dans le quartier du Battant.
Au Moyen Âge, cette chapelle se trouvait sur les vestiges de l'amphithéâtre romain et en dehors du premier mur d'enceinte.

## Histoire
Une première chapelle consacrée en 899 et détruite en 977 est attestée par des traces bibliographiques car fut construite avec des « matériaux antiques » et possédait une arcade caractéristique. Cette arcade est toujours visible depuis le LP Condé.
En 1063, l'existence d'une nouvelle chapelle est confirmée lorsque l’église Sainte-Madeleine est élevée en collégiale.
En 1182, un « hôpital Saint Jacques » est adjoint à la chapelle pour abriter des pèlerins de passage. Cet hôpital préfigurera l'hôpital Saint-Jacques actuel.
En 1301, la chapelle est reconstruite une nouvelle fois.
En 1885, l'historien et archéologue Auguste Castan découvre les ruines du XIVe siècle de la chapelle dans la cour de l'ancienne caserne Condé.
Les vestiges font l’objet d’un classement au titre des monuments historiques depuis le 2 avril 1927.